# Martin Sonneborn
Martin Sonneborn (ur. 15 maja 1965 w Getyndze) – niemiecki satyryk, dziennikarz i polityk, założyciel i lider satyrycznego ugrupowania Die PARTEI, poseł do Parlamentu Europejskiego VIII, IX i X kadencji.

## Życiorys
Studiował komunikację, germanistykę i nauki polityczne na uniwersytetach w Münsterze, Wiedniu i Berlinie. W 1995 dołączył do redakcji satyrycznego czasopisma „Titanic”, w latach 2000–2005 był jego redaktorem naczelnym. Zyskał popularność za sprawą akcji związanej z przyznawaniem przez FIFA prawa do organizacji Mistrzostw Świata w Piłce Nożnej 2006 – w 2000, podając się za niemieckiego działacza piłkarskiego, rozsyłał do delegatów deklaracje otrzymania „prezentu” w zamian za wsparcie kandydatury Niemiec. W 2006 dołączył do redakcji magazynu „Spiegel Online”, a w 2009 do ekipy satyrycznego programu heute-show nadawanego w ZDF.
W 2004 założył i stanął na czele satyrycznego ugrupowania Die PARTEI, biorącego udział w wyborach i głoszącego m.in. hasła odbudowy Muru Berlińskiego. W wyborach europejskich w 2014 Die PARTEI uzyskała około 0,6% głosów, co przyniosło jej liderowi mandat eurodeputowanego VIII kadencji. Martin Sonneborn zapowiedział, że mandat wywalczony przez jego partię przez całą kadencję PE będzie w miesięcznych odstępach przekazywany na rzecz kolejnego kandydata (do czego jednak nie doszło). Był wybierany na kolejne kadencje PE w 2019 i 2024.